# Tyhjyys
Tyhjyys è il terzo album in studio del gruppo black metal finlandese Ajattara, pubblicato nel 2004.

## Tracce
1. Intro – 0:48
2. Sortajan kaipuu – 3:40
3. Katumuksen kyinen koura – 3:34
4. Naaras – 3:42
5. Armon arvet – 3:23
6. Pahan tuoma – 3:26
7. Harhojen renki – 3:24
8. Langennut – 3:00
9. Uhrit – 3:59
10. Tyhjyydestä – 3:41
11. Outro – 3:23

## Formazione
- Ruoja - voce, chitarre, tastiere
- Atoni - basso
- Malakias I - batteria